# Улица Дехатан
Улица Дехатан (арм. Դեղատան փողոց — Аптечная улица) — улица в центральном районе Кентрон в Ереване. 
Начинается от улицы Вазгена Саргсяна и проходит на юг в сторону улицы Петроса Адамяна.

## История
Название было дано по находившейся здесь, первой в городе, аптеке.
В советское время улица была переименована в честь немецкого философа, одного из основоположников марксизма, Фридриха Энгельса (1820—1895).